# تروینیا
تروینیا (به لاتین: Trójnia) یک روستا در لهستان است که در Gmina Lubartów واقع شده‌است.